# VK Bellevue Dubrovnik
Vaterpolski klub Bellevue je vaterpolski klub iz Dubrovnika. Klupsko sjedište je na adresi Don Frane Bulića 6.

## Povijest
Klub je osnovan 1957. kao Bellevue, poistoimenom dubrovačkom plivalištu
Kroz povijest je nosio imena sponzora, Bellevue DTS, Dubrovnik Pro Cro te Dubrovnik.
Povremeni je hrvatski prvoligaš, a povremeno je bivao prvoligašem i za doba SFRJ. 
Ulazak u hrvatsku ligu je izborio za vremena kad ga je vodio Niko Matušić. Kasnije je Niko Matušić bio športskim direktorom.
Svoje najveće uspjehe Dubrovnik je doživio 1998. i 1999. godine kad je osvojio COMEN kup, te igrao završnicu kupa (protiv zagrebačke Mladosti) i poluzavršnicu prvenstva, u kojoj su također ispali od Madosti.
Zbog financijskih teškoća klub je rasformiran 2001., te reaktiviran 2009. godine.

## Klupski uspjesi
COMEN kup
- osvajači: 1999.

Hrvatski kup
- završnica: 1998.[4]

Hrvatsko prvenstvo
- poluzavršnica: 1999.[3]

1. B liga
- prvaci: 2012., 2017., 2018., 2019., 2021.

## U međunarodnim natjecanjima

### Kup pobjednika kupova
| sezona      | faza                           | protivnik         | rezultat | poredak                                          | napomene                                   |
| ----------- | ------------------------------ | ----------------- | -------- | ------------------------------------------------ | ------------------------------------------ |
| Dubrovnik   |                                |                   |          |                                                  |                                            |
| 1999./2000. | kvalifikacijski turnir grupa C | Amersford         | 13:7     | 1. Dinamo * 2. Dubrovnik * 3. Amersford 4. Koper | * prošli u četvrtzavršnicu igrano u Moskvi |
| 1999./2000. | kvalifikacijski turnir grupa C | Koper             | 7:4      | 1. Dinamo * 2. Dubrovnik * 3. Amersford 4. Koper | * prošli u četvrtzavršnicu igrano u Moskvi |
| 1999./2000. | kvalifikacijski turnir grupa C | Dinamo Moskva     | 2:11     | 1. Dinamo * 2. Dubrovnik * 3. Amersford 4. Koper | * prošli u četvrtzavršnicu igrano u Moskvi |
| 1999./2000. | četvrtzavršnica                | Honved Budimpešta | 4:8, 6:4 |                                                  |                                            |

## Značajni sastavi
- Osvajači COMEN kupa 1999. godine:

Volarević, Mario Bijač, Božo Lujo, Željko Vukčević, Andrej Bjelofastov, Delić, Mario Brkić, Antunović, Miho Bobić, Aleksandr Osadčuk, Ivandić, Josip Vezjak, Škarica, Jegorov.
- Sezonu u kojoj su nastupili u Europi (Kupu pobjednika kupova) 1999./2000. su igrali u sastavu[7]:

trener: Đuro Savinović,
vratari: Dragan Rebić, Lukša Franković, Olaf John
braniči: Mario Bijač, Tvrtko Herceg, Mario Brkić, Maro Roko
sidruni: Andrej Bjelofastov, Miho Klečak, Tomislav Rudinica
napadači: Željko Vukčević, Trpimir Jakovac, Miho Bobić, Aleksandar Osadčuk, Pero Jovica, Božo Lujo, Marko Dragčević, Andrej Grozaj, Zlatan Avdić, Dinko Rizzi

## Poznati treneri
- Đuro Savinović
- Niko Matušić[2]

## Poznati igrači
- Dragan Rabić
- Andrej Bjelofastov
- Niko Matušić

## Vanjske poveznice
- VK Bellevue  Arhivirana inačica izvorne stranice od 18. prosinca 2013. (Wayback Machine)